# 胎脂

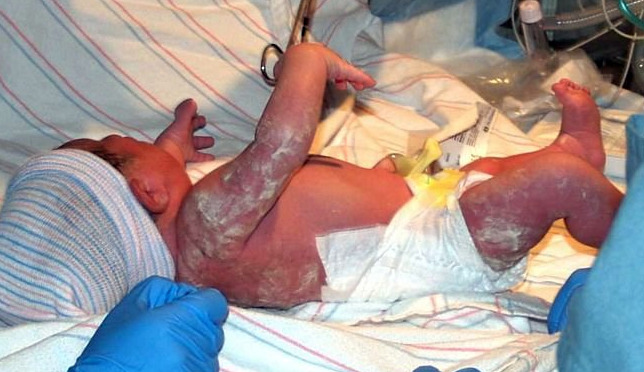
皮膚の一部に胎脂が付着した出生直後の子ども

胎脂（たいし、英: Vernix caseosa あるいは vernix）は、ヒトの新生児の皮膚を覆うロウ様あるいはチーズ様の白色の物質である。胎脂は妊娠18週齢あたりに子宮の中の胎児上に発達し始める。
ラテン語で vernix はワニス、 caseosa は「チーズ様の」の意。

## 特徴

### 組成
胎脂の組成は非常に多様であるが、主に皮脂、胎児の皮膚から剥がれ落ちた細胞、抜け落ちた産毛から成る。胎脂の乾燥重量の12%は、分岐鎖脂肪酸含有脂質、コレステロール、セラミドである。満期産児の胎脂は早期産児のものと比べて、スクアレンが多く、ワックスエステル/ステロールエステル (en) 比が高い。
| 脂質                 | 胎脂 | 角質層 | 皮膚表面の脂質 |
| -------------------- | ---- | ------ | -------------- |
| コレステリルエステル | 30.6 | -      | 3.0            |
| セラミド             | 17.9 | 40.0   | -              |
| トリグリセリド       | 15.1 | -      | 41.8           |
| コレステロール       | 7.5  | 25.0   | -              |
| 遊離脂肪酸           | 6.5  | 25.0   | 18.4           |
| リン脂質             | 6.1  | -      | 1.5            |
| ワックスエステル     | 6.0  | -      | 20.3           |
| スクアレン           | 4.0  | -      | 12.2           |
| ワックスジエステル   | 3.7  | -      | -              |
| セレブロシド         | 2.4  | -      | -              |
| コレステロール硫酸   | 0.3  | 10.0   | -              |
| アルカン             | -    | -      | 2.8            |

| アミノ酸     | %    |
| ------------ | ---- |
| アスパラギン | 34.7 |
| グルタミン   | 22.7 |
| プロリン     | 14.9 |
| システイン   | 7.9  |
| アラニン     | 7.4  |
| ロイシン     | 5.3  |
| バリン       | 3.7  |
| メチオニン   | 3.4  |

### 形態
胎脂の細胞は、通常多形性あるいは卵形で核を持たない。核のかすかな痕跡が頻繁に観測される。胎脂の角質細胞は接着斑を欠き、これによって成熟した角質中の角質細胞と区別される。角質細胞の厚さは1-2 μmである。これらの細胞は成熟角質層中に存在する典型的なラメラ構造を持たないアモルファス脂質の層で覆われている。

### 物理学的性質
胎脂は一様に分布しておらず、むしろ細胞スポンジの形で存在している。胎脂の臨界表面張力は39 dyne/cmである。その水分（82%）にもかかわらず、胎脂は非極性である。これらの特徴は、胎脂の「防水」機能を示しており、これによって出生直後の体温の低下が防がれる。

### 生物学的性質
胎脂は胎児に電気的な遮蔽を提供する。これは成長中の胎児の体のおそらく重要な側面である。初期の科学的研究では、出生直後に胎脂が除かれると新生児における蒸発による放熱が増加することが示されている。しかし、より新しい報告では、胎脂がそのまま残された新生児の表面と比べて、出産直後の皮膚表面の洗浄が蒸発性放熱を減らすことが確かめられている。

## 分泌
胎脂中の皮脂は妊娠20週あたりに皮脂腺によってin utero（子宮内で）産生される。胎脂は主に満期新生児で見られるが、未熟および過熟出生は一般的に胎脂を欠く。過期落屑 (らくたい) は胎脂の損失によるものであると考えられている。

## 機能
胎脂は、乳児の皮膚の保湿や産道の通過を容易にするなどの複数の役割を果たしていると考えられる。胎脂は熱を逃さないようにしたり、繊細な新生児の皮膚を環境ストレスから防御する役割を果たす。乳児の感染からの防御における胎脂の化学的役割を支持する証拠はほとんどないが、胎脂は細菌の移動への物理的障壁を形成しているかもしれない。

## ギャラリー

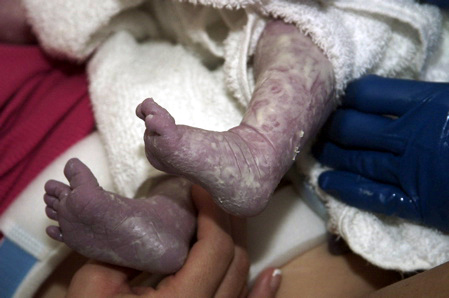
新生児の脚と足上の胎脂。
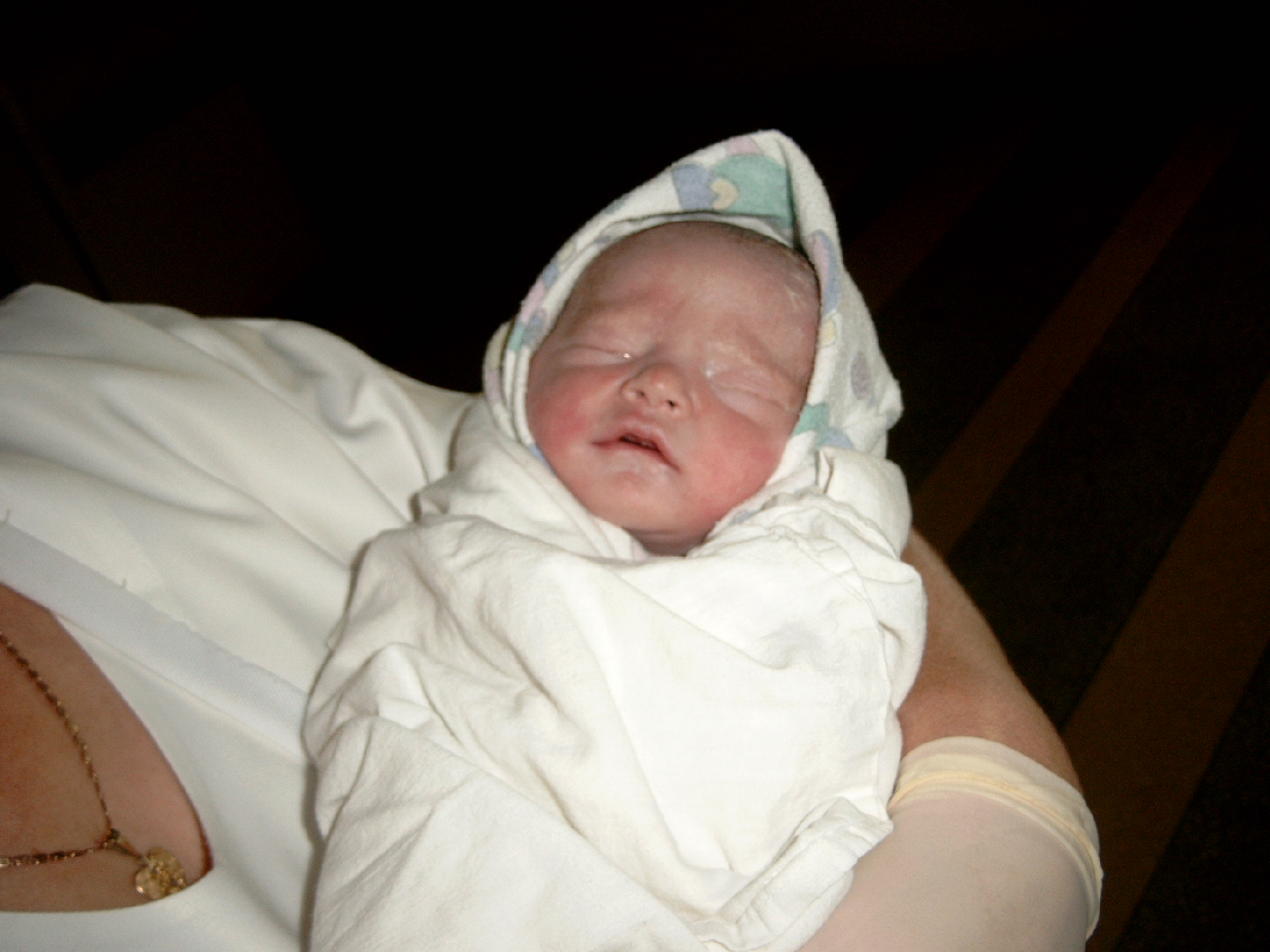
満期新生児上の胎脂の跡。
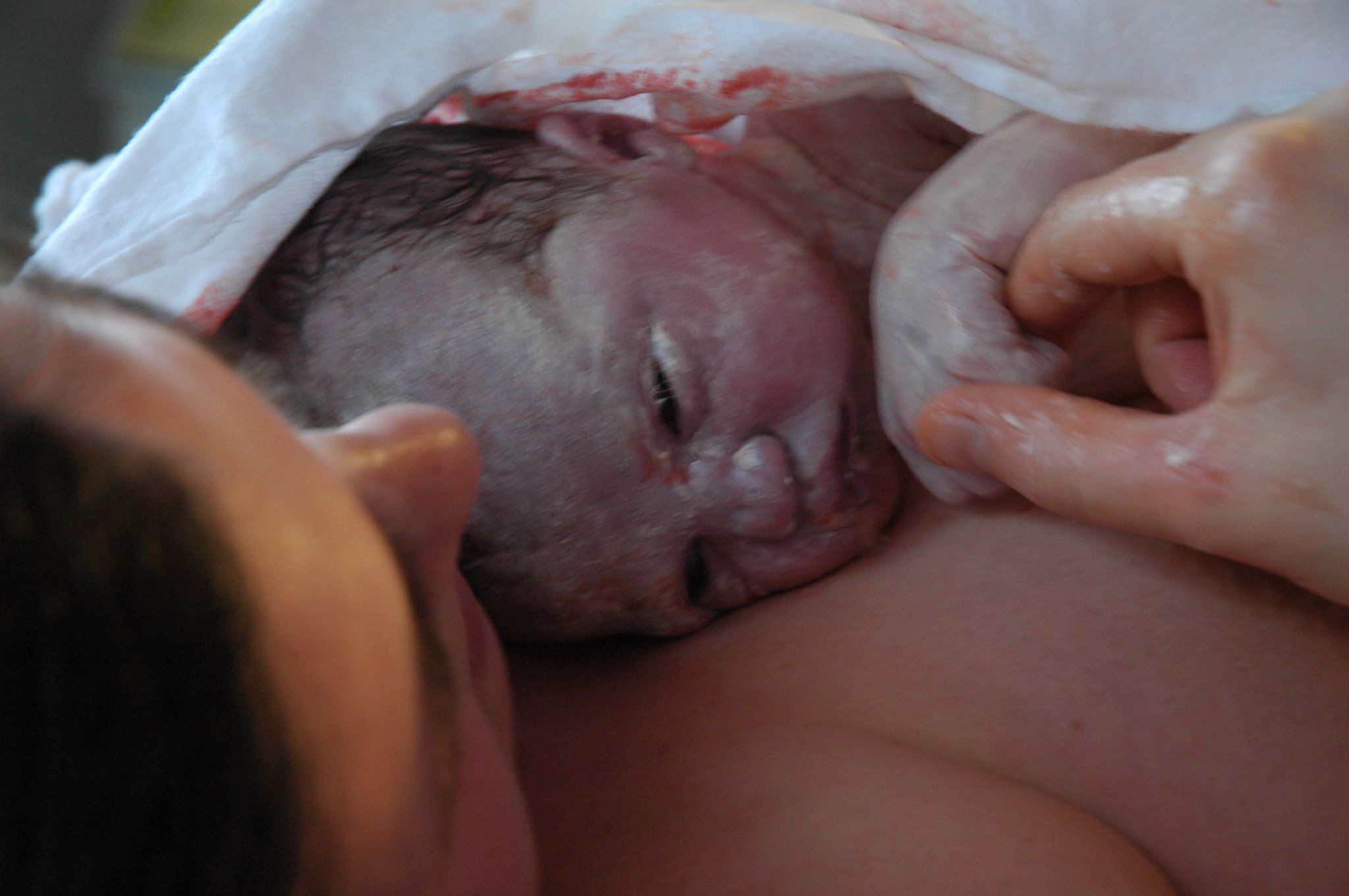
顔の皮膚が胎脂と血で覆われた出生直後の赤ちゃん